# Скорлуков, Олег Альбертович
Олег Альбертович Скорлуков (род. 2 марта 1968) — российский политик, депутат Государственной думы 4-го созыва.

## Биография
Окончил Московский техникум электронных приборов. Окончил Российскую таможенную академию по специальности «юриспруденция».
Трудился в заместителем начальника Курьяновского таможенного поста Центральной акцизной таможни ГТК России.

### Депутат Госдумы
В 2003 году баллотировался в Государственную думу 4 созыва от ЛДПР, номер три по Уралу, избран, стал заместителем председателя комитета ГД по экономической политике, предпринимательству и туризму.
В 2011 году назначен генеральным директором ОАО "Гостиница «Националь», принадлежащей правительству Москвы.
«Для меня большая честь возглавить легендарную гостиницу» — прокомментировал назначение Скорлуков.